# پاتریک وینتون کیرچ
پاتریک وینتون کیرچ (انگلیسی: Patrick Vinton Kirch؛ زادهٔ) انسان‌شناس، و باستان‌شناس اهل ایالات متحده آمریکا و از برندگان جایزه آکادمی ملی علوم است.

## زندگی
کیرچ در هونولولو، در هاوایی متولد شد و از دهه ۱۹۵۰ تا ۱۹۶۰ در دره مانوآ بزرگ شد. در سن ۱۳ سالگی، او به عنوان یک کارورز در یوشیو کوندو، متخصص بیماری‌های موزون اسقف اعظم درآمد. در حالی که آنجا بود، او در حال مطالعه طبقه‌بندی لینایی بود و به کمک مربی خود در جمع آوری پوسته‌های حلزون پولینزی کمک کرد.